# 稲敷市立江戸崎小学校
稲敷市立江戸崎小学校（いなしきしりつ えどさきしょうがっこう）は、茨城県稲敷市江戸崎にある公立小学校。

## 概要
旧江戸崎町及び稲敷市の中心部に位置する学校である。1873年（明治6年）創立で、稲敷市内最古で、歴史、伝統ある学校である。戦時中は、都心の学童疎開先ともなった。2016年（平成28年）には周辺2校と統合し、新生、江戸崎小学校として再発足した。

## 歴史
- 1873年（明治6年） - 江戸崎小学校創立。
- 1877年（明治10年） - 江戸崎尋常小学校と校名を改称。
- 1941年（昭和16年） - 江戸崎国民学校と校名を改称。
- 1944年（昭和19年） - 墨田国民学校の学童疎開先となる。
- 1947年（昭和22年） - 江戸崎町立江戸崎小学校と校名を改称。
- 1958年（昭和33年） - 木造の新校舎完成。
- 1967年（昭和42年） - 校歌制定。（作詞:池田忠雄、作曲:橋場清）
- 1972年（昭和47年） - 鉄筋コンクリートの新校舎完成。
- 1973年（昭和48年） - 創立100周年記念式典を挙行。
- 1979年（昭和54年） - 体育館完成。
- 2005年（平成17年） - 江戸崎町が周辺3町村との合併。稲敷市立江戸崎小学校と校名を改称。
- 2016年（平成28年） - 周辺2校と統合。新生、江戸崎小学校として再発足[1]。

## 児童数
全校児童数は317名（1年生53名、2年生41名、3年生53名、4年生48名、5年生45名、6年生57名、2020年（令和2年）度。）、稲敷市内1位。
少子高齢化に伴い、稲敷市の人口が減少しているため、当校でも、児童数が減少している。

## 進学先中学校
- 稲敷市立江戸崎中学校